# 주상파울루 퀘벡 정부 대표부
주상파울루 퀘벡 정부 대표부(프랑스어: Bureau du Québec à São Paulo, 영어: Quebec Government Office in São Paulo, 포르투갈어: Escritório do Québec em São Paulo) 또는 주브라질 퀘벡 정부 대표부는 브라질 상파울루에 위치한 퀘벡 정부 대표부이다. 2008년에 설립되었으며 사무국 지위를 갖고 있다. 이 공관은 브라질을 관할한다.
주상파울루 퀘벡 정부 대표부는 캐나다 퀘벡주와 브라질 간의 관계 발전에 기여한다. 대표부는 브라질 연방 정부 또는 지방 정부와의 문화, 교육, 연구 분야에서의 교류 및 협력을 지원한다. 또한 브라질에서 사업을 원하는 퀘벡주의 기업들과의 연락을 제공한다.

## 같이 보기
- 퀘벡 정부 대표부